# Municipio Toko
Das Municipio Toko (auch: „Toco“) ist ein Verwaltungsbezirk im Departamento Cochabamba im südamerikanischen Anden-Staat Bolivien.

## Lage im Nahraum
Das Municipio Toko ist eines von drei Municipios der Provinz Germán Jordán. Es grenzt im Westen und Süden an die Provinz Esteban Arce, im Osten an die Provinz Punata und im Norden an das Municipio Cliza.
Der zentrale Ort des Municipios ist der Ort Toko mit 1450 Einwohnern im nördlichen Teil des Municipios. (Volkszählung 2012)

## Geographie
Das Municipio Toko liegt im Übergangsbereich zwischen der Anden-Gebirgskette der Cordillera Central und dem bolivianischen Tiefland. Die mittlere Durchschnittstemperatur der Region liegt bei etwa 18 °C (siehe Klimadiagramm Cochabamba) und schwankt nur unwesentlich zwischen 14 °C im Juni/Juli und 20 °C im Oktober/November.
Der Jahresniederschlag beträgt nur rund 450 mm, bei einer ausgeprägten Trockenzeit von Mai bis September mit Monatsniederschlägen unter 10 mm und einer Feuchtezeit von Dezember bis Februar mit 90 bis 120 mm Monatsniederschlag.

## Bevölkerung
Die Einwohnerzahl ist zwischen 1992 und 2024 leicht angestiegen:
| Jahr | Einwohner | Quelle       |
| ---- | --------- | ------------ |
| 1992 | 6380      | Volkszählung |
| 2001 | 6460      | Volkszählung |
| 2012 | 7057      | Volkszählung |
| 2024 | 7208      | Volkszählung |

Die Bevölkerungsdichte des Municipios betrug 114,7 Einwohner/km² bei der letzten Volkszählung von 2024, der Anteil der städtischen Bevölkerung ist 0,0 Prozent.
Die Lebenserwartung der Neugeborenen lag im Jahr 2001 bei 63,4 Jahren.
Der Alphabetisierungsgrad bei den über 19-Jährigen beträgt 72,3 Prozent, und zwar 87,8 Prozent bei Männern und 59,1 Prozent bei Frauen (2001).

## Politik
Ergebnis der Regionalwahlen (concejales del municipio) vom 4. April 2010:
| Wahl- berechtigte |  | Wahl- beteiligung | gültige Stimmen |  | MAS-IPSP | MSM    |
| ----------------- |  | ----------------- | --------------- |  | -------- | ------ |
| 2.914             |  | 2.489             | 2.029           |  | 1.267    | 762    |
|                   |  | 85,4 %            | 81,5 %          |  | 62,4 %   | 37,6 % |

Ergebnis der Regionalwahlen (elecciones de autoridades políticas) vom 7. März 2021:
| Wahl- berechtigte |  | Wahl- beteiligung | gültige Stimmen |  | MAS-IPSP | MTS     | SÚMATE  | SOMOS  | UNIDOS.CBBA | PDC    |
| ----------------- |  | ----------------- | --------------- |  | -------- | ------- | ------- | ------ | ----------- | ------ |
| 3.529             |  | 2.964             | 2.439           |  | 1.528    | 543     | 247     | 58     | 18          | 17     |
|                   |  | 83,99 %           | 82,29 %         |  | 62,65 %  | 22,26 % | 10,13 % | 2,38 % | 0,74 %      | 0,70 % |

## Gliederung
Das Municipio ist nicht weiter untergliedert und besteht nur aus einem Kanton (cantón):
- 03-0802-01 Kanton Toko – 41 Ortschaften – 7.057 Einwohner

## Ortschaften im Municipio Toko
- Kanton Toko
  - Toko 1450 Einw. – Siches 214 Einw.